# Lista odcinków serialu Latający cyrk Monty Pythona
Spis odcinków serialu Latający cyrk Monty Pythona.

## Seria 1 (październik 1969 – styczeń 1970)

### Odc. 1. Którędy Kanada?
Zrealizowany 7 września 1969 / Premiera TV 5 października 1969
- Wolfgang Amadeus Mozart
- Słynne śmierci
- Lekcja włoskiego
- Masło „Whizzo”
- „Świat sztuki”
- Artur „Dwie Szopy” Jackson
- Picasso / Wyścig kolarski
- Najzabawniejszy dowcip świata

### Odc. 2. Seks i przemoc
Zrealizowany 30 sierpnia 1969 / Premiera TV 12 października 1969
- Latające owce
- Komercyjna przyszłość owczego lotnictwa
- Człowiek z trzema pośladkami
- Człowiek z dwoma nosami
- Muzykalne myszy
- Poradnia małżeńska
- Zwariowana królowa
- Wiertła wolframowe
- Szkot na koniu
- „Epilog” – Kwestia wiary
- „Świat wokół nas” – Mysi problem

### Odc. 3. Jak rozpoznawać różne gatunki drzew z dużej odległości
Zrealizowany 14 sierpnia 1969 / Premiera TV 19 października 1969
- Sąd (Świadek w trumnie / Kardynał Richelieu)
- Modrzew
- Mechanik rowerowy
- Bajka dla dzieci
- Skecz restauracyjny (Brudny widelec)
- Interesujące życie (animacja)
- Uwodzicielka mleczarzy
- Uprowadzenie spikera (Serwis informacyjny)
- Wywiad z dziećmi
- No nie?!

### Odc. 4. Rozciąganie sów
Zrealizowany 21 września 1969 / Premiera TV 26 października 1969
- Zęby
- Galeria sztuki
- Krytyk sztuki
- Męskie życie we współczesnej armii
- Rozbieranie się w miejscach publicznych
- Lekcja samoobrony
- Tajna Służba Stomatologiczna

### Odc. 5. Kryzys ludzkiej tożsamości drugiej połowy dwudziestego wieku
Zrealizowany 3 października 1969 / Premiera TV 16 listopada 1969
- Dezorientacja kota
- Przemytnik
- Zoologiczna debata na temat przemytu
- Sonda uliczna na temat przemytu
- Nalot policyjny
- Listy i opinia publiczna
- Aresztowanie spikera
- Film erotyczny
- Rozmowa wstępna
- Przewodniczący Wydziału Porad Zawodowych
- Włamywacz – Sprzedawca encyklopedii

### Odc. 6. Świat Sztuki
Zrealizowany 5 listopada 1969 / Premiera TV 23 listopada 1969
- „Świat sztuki”
- Johann Gambolputty... von Hautkopf z Ulm
- Uczciwi gangsterzy
- Opinia publiczna
- Chrupiąca żabka
- Nudne życie maklera
- Indianin w teatrze
- Bądź przyjacielem policjanta
- Szkot na koniu
- Nornica Pictures

### Odc. 7. Przestał pan być zabawny
Zrealizowany 10 października 1969 / Premiera TV 30 listopada 1969
- Obserwator wielbłądów
- Przestałeś być zabawny
- Narada finansowa
- Przestałeś być zabawny (ponownie)
- Skecz science-fiction
- Człowiek zamieniony w Szkota
- Komisariat policji
- Budyniowy mecz tenisa

### Odc. 8. Całkowita, frontalna nagość
Zrealizowany 25 listopada 1969 / Premiera TV 7 grudnia 1969
- Prośba o zwolnienie z wojska
- Całkowita, jawna nagość
- Nagość w sztuce
- Łóżko z materacem
- Między nami pustelnikami
- Martwa papuga
- Piekielne babunie

### Odc. 9. Wprowadzenie do mrówki
Zrealizowany 7 grudnia 1969 / Premiera TV 14 grudnia 1969
- Lama
- Człowiek z magnetofonem w nosie
- Wyprawa na Kilimandżaro
- Człowiek z magnetofonem w nosie brata
- Fryzjer-rzeźnik
- „Piosenka drwala”
- Profesor Patafian
- Restauracja w Bletchley
- Film o myśliwych
- Nieproszeni goście

### Odc. 10. Bez tytułu
Zrealizowany 30 listopada 1969 / Premiera TV 21 grudnia 1969
- Czekając na rozpoczęcie skeczu „Rabuś bankowy”
- Rabuś bankowy (w sklepie z damską bielizną)
- „Lasek” – program TV Artura Drzewo
- Porady zawodowe
- Człowiek, który jako pierwszy miał przeskoczyć kanał La Manche
- Człowiek, który jako pierwszy miał zjeść katedrę w Chichester
- Tunel z Godalming do Jawy
- Sklep zoologiczny (Przerabianie zwierzątek)
- Bibliotekarz przebrany za goryla
- Listy do „Daily Mirror”
- Scena łóżkowa

### Odc. 11. Królewska Orkiestra Symfoniczna idzie do toalety
Zrealizowany 14 grudnia 1969 / Premiera TV 28 grudnia 1969
- Listy
- Świat historii
- Inspektor Tygrys (Skecz w stylu Agaty Christie)
- Wywiad z Jimmy Myszołowem
- Interesujący ludzie
- Czterej zmęczeni trumniarze
- Ustawodawstwo społeczne w osiemnastym wieku
- Bitwa pod Trafalgarem
- Bitwa o Pearl Harbour
- Czterej trumniarze po pracy

### Odc. 12. Naga mrówka
Zrealizowany 21 grudnia 1969 / Premiera TV 4 stycznia 1970
- Skaczący urzędnicy z piętra wyżej
- „Spektrum” – Co jest grane?
- Goście z Coventry
- Pan Hilter
- Wybory uzupełniające w Północnym Minehead
- Komisariat (Idiotyczne głosy)
- Arystokratyczny głupek roku
- Ken Łajdak
- Jak spadają ministrowie?

### Odc. 13. Przerwa
Zrealizowany 4 stycznia 1970 / Premiera TV 11 stycznia 1970
- A teraz przerwa
- Restauracja
- Reklamy
- Albatros!
- Pójdziemy do mnie?
- Ja doktor
- Historyczne personifikacje
- „Na życzenie” – program TV
- „Sonda” – program TV o przestępczości
- Stonehenge
- Pan Hun Attyla
- Skecz psychiatryczny
- Sala operacyjna

## Seria 2 (wrzesień 1970 – grudzień 1970)

### Odc. 1. Dinsdale
Zrealizowany 9 lipca 1970 / Premiera TV 15 września 1970
- Forum prasowe
- Nowa kuchenka gazowa
- Kioskarz (Stręczyciel)
- Ministerstwo głupich kroków
- Bracia Pirania

### Odc. 2. Hiszpańska Inkwizycja
Zrealizowany 2 lipca 1970 / Premiera TV 22 września 1970
- Latający człowiek
- Hiszpańska Inkwizycja
- Sprzedawca dowcipów i gadżetów
- Debata podatkowa (Opodatkowanie walenia)
- Sonda uliczna
- Fotografie wujka Teda (Hiszpańska Inkwizycja)
- Sztandarowa wersja „Wichrowych wzgórz”
- „Juliusz Cezar” – wersja na lampy sygnałowe
- Sąd Najwyższy (Angielska zgadywanka)

### Odc. 3. Déjà vu
Zrealizowany 16 lipca 1970 / Premiera TV 29 września 1970
- Biskup uczący się jednej kwestii
- Lekcja latania
- Porwanie samolotu (do Luton)
- Poeta McTeagle
- Mleczarz psychiatra
- Przegląd protestów
- „Tajemnice umysłu” – Déja Vu

### Odc. 4. Program Buzza Aldrina
Zrealizowany 18 sierpnia 1970 / Premiera TV 20 października 1970
- Skecz o architekturze
- Jak inaczej rozpoznać masona
- Skecz o ubezpieczeniach motoryzacyjnych
- „Biskup”
- Mieszkanie na chodniku
- Poeci
- Inkasent poetów
- Aptekarz
- Słowa, których już więcej nie użyjemy
- Płyn po goleniu (Wódencja)
- Policjant Pan-Am

### Odc. 5. Na żywo z baru szybkiej obsługi
Zrealizowany 10 września 1970 / Premiera TV 27 października 1970
- Bar przekąskowy w Paignton
- Szantaż
- Stowarzyszenie Na Rzecz Ustawiania Jednych Rzeczy Na Innych Rzeczach
- Ucieczka (z filmu)
- Dyskusja na bieżące tematy
- Przypadki – wypadki
- „Siedem narzeczonych dla siedmiu braci”
- Człowiek, który był niegrzeczny i uprzejmy na przemian
- Biała nadzieja brytyjskiego boksu

### Odc. 6. Szkolne nagrody
Zrealizowany 18 września 1970 / Premiera TV 3 listopada 1970
- Zarabiamy na życie
- Program pierwszy BBC podaje dokładny czas
- Doroczne wręczanie szkolnych nagród
- „Jeżeli” – film pana Dibleya
- „Okno na podwórze” – film pana Dibleya
- „Tęcza Finiana” (w roli głównej człowiek ze sklepu monopolowego)
- Minister Spraw Zagranicznych
- Naturalny nawóz
- Martwy Indianin
- Kawa z Timmy Williamsem
- Namorzyn Nieżyt Krtani (Raymond Luksusowy Jacht)
- Urząd Stanu Cywilnego
- Wieczór wyborczy

### Odc. 7. Show Huna Attyli
Zrealizowany 2 października 1970 / Premiera TV 10 listopada 1970
- „Show Huna Attyli”
- Zakonnica Attyla
- Striptiz Sekretarza Stanu ds. Wspólnoty Brytyjskiej
- Sonda uliczna na temat polityków
- Szczurołap
- Boazeria
- Owca morderczyni
- Wiadomości dla papug
- Wiadomości dla gibonów
- Wiadomości dla ludzi – „Dziś w parlamencie”
- Wiadomości dla wombatów
- Bułeczka Attyla
- Z życia głupków
- Mecz krykieta: Anglia – Islandia
- Gonitwa mebli w Epsom
- „Łup w łeb” – teleturniej

### Odc. 8. Współczesna archeologia
Zrealizowany 9 października 1970 / Premiera TV 17 listopada 1970
- Zapowiedzi programów w programie pierwszym BBC
- Współczesna archeologia
- Głupi wikary – Wielebny Artur Dzwonnik
- Leapy Lee – apel w imieniu więzi narodowych
- Urząd Stanu Cywilnego (Reklamacja w sprawie żony)
- Głupi skecz o lekarzu (natychmiast przerwany)
- Maxi Spaniel (animacja)
- Państwo Buce
- Łowcy komarów
- Kulisy sądu – Sędziowie cioty cz. I
- Pani Przedmiot i Pani Istota (Plotki)
- Kruk Beethovena
- Szekspir
- Michał Anioł
- Colin Rębajło Mozart (Szczurołap)
- Kulisy sądu – Sędziowie cioty cz. II

### Odc. 9. Jak rozpoznać różne części ciała
Zrealizowany 25 września 1970 / Premiera TV 24 listopada 1970
- Jak rozpoznawać części ciała
- Brusowie
- Odrobinę nieprzyzwoite
- Człowiek, który wszystkim zaprzeczał
- Operacja plastyczna
- Wiązanka wiązanek koszarowych
- NajSybSe LiniJe LotniCe
- Damski Teatrzyk Miejski z Batley prezentuje „Pierwszy przeszczep serca”
- Pierwsza podwodna wersja „Miarki za miarkę”
- Śmierć Marii królowej Szkotów
- Pingwin na telewizorze
- Ktoś tu popełnił morderstwo
- „Jestem odrobinkę samotny” – piosenka konkursowa
- „Bum Tralala Bum Cyk Cyk” (piosenka)

### Odc. 10. Scott na Antarktydzie
Zrealizowany 2 lipca 1970 / Premiera TV 1 grudnia 1970
- Francuski film z napisami
- Scott na Antarktydzie
- Scott na Saharze
- Konrad Puchatek i jego tańczące zęby
- Pozwolenie na rybę
- Mecz rugby: Rada Miejska kontra Czarni
- Mecz piłki nożnej: Naśladowcy Długiego Johna Silvera kontra Ginekolodzy z Bournemouth

### Odc. 11. Jak być niewidzialnym
Zrealizowany 23 lipca 1970 / Premiera TV 8 grudnia 1970
- Kampania reklamowa kawy „Konkwistador”
- Zacięta płyta
- Striptease Sir Ramseya MacDonalda
- Redakcja „Coś za coś”
- Skecz w stylu Agaty Christie (Kolejowy rozkład jazdy)
- Pan Neville Shunt
- Reżyser (Zęby)
- Sąda uliczna
- Szurnięte religie – Spółka z o.o.
- Jak być niewidzialnym
- Trycyklem przez Atlantyk
- Wywiad w szafie kartotecznej
- „Yummy Yummy”, czyli występ paczek
- Powtórka całego odcinka w 30 sekund

### Odc. 12. Mielonka
Zrealizowany 25 czerwca 1970 / Premiera TV 15 grudnia 1970
- „Czarny orzeł”
- Rozmówki węgierskie
- Rozmówki węgierskie – epilog sądowy
- „Forum Światowe” – Komunistyczny quiz
- Ypres 1914 – realizacja skeczu chwilowo wstrzymana
- Strajk eksponatów w Galerii Narodowej
- Ypres 1914
- Szpital dla Szekspiromaniaków
- Kompozycje kwiatowe według Patafiana
- Mielonka

### Odc. 13. Odcinek Królewski
Zrealizowany 16 września 1970 / Premiera TV 22 grudnia 1970
- Oświadczenie związane z królową
- Spór w kopalni węgla
- Człowiek, który niczego nie mówił wprost
- Człowiek, który mówił wyłącznie końcówkami wyrazów
- Człowiek, który mówił wyłącznie początki wyrazów
- Człowiek, który mówił wyłącznie środkowe części wyrazów
- Reklama
- Jak karmić złotą rybkę
- Człowiek, który kolekcjonował jajka obserwatorów ptaków
- Skecz o ubezpieczeniu na życie
- Oddział intensywnej terapii
- Skecz o wspinaczce
- Wybuchowa wersja walca „Nad pięknym, modrym Dunajem”
- Internat w szkole dla dziewcząt
- Łódź podwodna
- Łódź ratunkowa (Kanibalizm)
- Zakład pogrzebowy

## Seria 3 (październik 1972 – styczeń 1973)

### Odc. 1. Świat reporterów
Zrealizowany 14 stycznia 1971 / Premiera TV 19 października 1972
- Saga o N’Jorlu cz. I
- Skecz w sądzie – seryjny morderca
- Saga o N’Jorlu cz. II – Wyprawa
- Saga o N’Jorlu cz. III – Rozprawa
- Sprośny raport giełdowy
- Pani Przesłanka i Pani Konkluzja w pralni publicznej
- Pani Przesłanka i Pani Konkluzja u Jeana-Paula Sartre’a
- Wyspa reporterów

### Odc. 2. Ford Popular państwa Norris
Zrealizowany 18 stycznia 1971 / Premiera TV 26 października 1972
- Wyprawa z Surbiton do Hounslow
- Uczniowski fundusz powierniczy
- „Jak to się robi” – Jak uwolnić świat od wszelkich chorób
- Wybuchowa Pani Upierdliwa
- Wikary (Sprzedawca)
- Farma hodowlana
- Życie Czajkowskiego
- Teatr dżinsów korekcyjnych
- Taniec z policzkowaniem rybami
- Nie ma powodu do paniki
- BBC na skraju bankructwa
- Kicia w butach

### Odc. 3. Program pieniężny
Zrealizowany 4 grudnia 1971 / Premiera TV 2 listopada 1972
- „Oto” – talk show, który nie doszedł do skutku
- Program pieniężny (Pieniężna piosenka)
- ElZbieta Cęść tSecia „ALmada”
- Wydział do walki z fałszywymi reżyserami filmowymi
- Policja kościelna (Martwy biskup)
- Restauracja w dżungli
- Przeprosiny za przemoc i nagość w filmie
- „Klub działkowca” Kena Russella
- Zaginiony świat Roiurama
- Jeszcze sześć minut Latającego Cyrku Monty Pythona
- Kłótnia
- Lekcja bicia po głowie
- Inspektor Latający Lis z Yardu
- Jeszcze minutka z Latającym Cyrkiem Monty Pythona

### Odc. 4. Krew, zniszczenie, śmierć, wojna i makabra
Zrealizowany 11 grudnia 1971 / Premiera TV 9 listopada 1972
- Krew, zniszczenie, śmierć, wojna i horror
- Człowiek, który mówił anagramami
- Anagramowy quiz
- Bankier z Banku Handlowego
- Pantomimiczne konie
- Walka na śmierć i życie
- BIURO REKRUTACYJNE MARII (ARMII)
- Kapitan wojska jako konduktor w autobusie
- Człowiek, który wywoływał u wszystkich niekontrolowany śmiech
- Kapitan wojska jako klaun
- Pauza w czasie telewizyjnej wypowiedzi oraz gesty z tym związane
- Znerwicowany spiker
- Pantomimiczny koń w filmie o tajnym agencie

### Odc. 5. Ogólnobrytyjski konkurs streszczania Prousta
Zrealizowany 24 kwietnia 1972 / Premiera TV 16 listopada 1972
- Ogólnobrytyjski konkurs streszczania Prousta
- Wyprawa fryzjerów na Mount Everest
- Straż pożarna
- Nasz Eamonn (Śmierć chomiczka)
- „Poradnik imprezkowy” Weroniki Nieznacznej
- Laboratorium językowe
- Biuro podróży (Zagranica)
- Pan Za-Dużo-Palę
- Teoria Anny Łoś na temat brontozaurów

### Odc. 6. Wojna z pornografią
Zrealizowany 21 stycznia 1972 / Premiera TV 23 listopada 1972
- Brygada gospodyń domowych w akcji
- Patafian – specjalista od mózgu
- „Życie mięczaków” telewizyjny film dokumentalny (na żywo)
- Minister olewania skarg
- Program dokumentalny
- Program dla dzieci
- Program polityczny
- Przepraszamy polityków
- Wyprawa nad jezioro Pahoe
- Najgłupszy wywiad jaki kiedykolwiek zrobiliśmy
- Najgłupszy skecz jaki kiedykolwiek zrobiliśmy

### Odc. 7. Szczenięce lata
Zrealizowany 7 stycznia 1972 / Premiera TV 30 listopada 1972
- „Przygody Bigglesa” cz. I – Biggles dyktuje list
- Wspinaczka północnym stokiem Uxbridge Road
- Łódź ratunkowa
- Staruchy – podglądaczki
- Słoje
- Do tej pory w programie
- Sklep z serem
- „Samotny Cheddar” – serowy western
- „Szczenięce lata” Sama Peckinpaha
- Przeprosiny BBC
- Richard Baker – wiadomości
- Interludium – wybrzeże

### Odc. 8. Wycieczka rowerowa
Zrealizowany 4 maja 1972 / Premiera TV 7 grudnia 1972
- Pan Pither
- Clodagh Rogers
- Trocki
- Smoleńsk
- Bingo-szaleni Chińczycy
- W radzieckim więzieniu

### Odc. 9. Goły facet
Zrealizowany 11 maja 1972 / Premiera TV 14 grudnia 1972
- Bomba w samolocie
- Goły facet
- Dziesięć sekund seksu
- Osiedle mieszkaniowe budowane przez postacie angielskiej literatury XIX w.
- Zjazd z autostrady M1 budowany przez postacie „Raju utraconego”
- El Mystico i Janet – budowanie mieszkań przy pomocy hipnozy
- „Godzinka w kostnicy”
- Finał olimpijski zabawy w chowanego mężczyzn
- Jajcarze – fajansiarze
- Corrida
- W rzeczy samej
- Ceny towarów na planecie Algon
- Pan Badger czyta napisy końcowe

### Odc. 10. Choroba E. Henry’ego Thripshawa
Zrealizowany 25 maja 1972 / Premiera TV 21 grudnia 1972
- Historyczne biuro pracy
- Księgarnia z pornografią
- Hiszpański przemyt pornografii
- Czy mogę się przysiąść (Wielebny Artur Dzwonnik)
- Darmowe powtarzanie słów budzących wątpliwości, autorstwa, słusznie, nie docenianego twórcy
- Czy istnieje?... Życie po śmierci?
- Człowiek, który mówił słowa w nieprawidłowym porządku
- Choroba Thripshawa
- Głupie odgłosy
- Wikary nadużywający sherry

### Odc. 11. Dennis Moore
Zrealizowany 17 kwietnia 1972 / Premiera TV 4 stycznia 1973
- „Walka wieczoru” – Jack Bodell kontra Sir Kenneth Clark
- Dennis Moore – Łubin
- Co mówią gwiazdy?
- Doktor
- Wielka debata – Program czwarty albo nie program czwarty
- Dennis Moore przybywa (ponownie)
- Wystawa szajby doskonałej
- Sklep monopolowy (Pora na Dennisa Moore’a)
- „Uprzedzenia”

### Odc. 12. Książka do poduszki
Zrealizowany 18 grudnia 1971 / Premiera TV 11 stycznia 1973
- Program polityczny
- Książka do poduszki – „Czerwona rękawiczka”
- Szkocka brygada MacKamikadze
- Nie ma chwili do stracenia
- „Przedpola medycyny” – Pingwiny (również planiści BBC)
- Szkot niewypał
- Wytęż wzrok i wskaż świra
- Dziennikarska rywalizacja
- „Lekarz tatusia” i inne historie

### Odc. 13. Trybuna
Zrealizowany 18 maja 1972 / Premiera TV 18 stycznia 1973
- Czołówka – Thames TV
- Wręczenie nagród w dziedzinie rozrywki
- Oscar Wilde
- Supersprzątaczka
- Lodówka Davida Nivena
- „Trzeci międzynarodowy mecz krykieta” Pasoloniego
- Nowy mózg wysyłkowej firmy „Curry”
- Dawca krwi
- Zamiana żon
- Lista płac roku
- Wracamy do wręczenia nagród w dziedzinie rozrywki
- Wikary Świntuszek

## Seria 4 (październik 1974 – grudzień 1974)

### Odc. 1. Złota Era balonowa
Zrealizowany 12 października 1974 / Premiera TV 31 października 1974
- Bracia Montgolfier
- Zakochani Bracia Montgolfier
- Ludwik XIV
- Jerzy III
- Polityczny program Partii Norwegów
- Zeppelin

### Odc. 2. Michael Ellis
Zrealizowany 19 października 1974 / Premiera TV 7 listopada 1974
- Dom towarowy
- Dział z mrówkami
- W domu z mrówką i innymi zwierzętami
- Program TV (o mrówkach)
- Reklamacja mrówki
- Czytanie poezji wiktoriańskiej (o mrówkach)
- Dział z perukami
- Skargi
- Różne zakończenia

### Odc. 3. Wojna na wesoło
Zrealizowany 26 października 1974 / Premiera TV 14 listopada 1974
- „Po chodniku”
- Gadka-szmatka
- Trywializacja wojny
- Sąd wojenny (Basingstoke w Westfalii)
- „Wszystko ujdzie” (piosenka)
- Zwiastun filmowy
- Telewidzowie to banda idiotów
- Narada na temat nowych tytułów starych programów
- Ostatnie pięć mil autostrady M2
- „Cóż za piękny dzień” (animacja)
- Drewniane i blaszane słowa
- Zawody hippiczne (Musical)
- Krótki komunikat(Ardeny)
- „Kiedy zaczyna się sen?” (piosenka)

### Odc. 4. Hamlet
Zrealizowany 2 listopada 1974 / Premiera TV 21 listopada 1974
- Fałszywi psychiatrzy
- „W całym kraju”
- Policyjny kask (i inne kaski)
- Teść
- Hamlet i Ofelia
- Kulisy boksu
- Transmisja z walki bokserskiej
- Silnik tłokowy (Okazja)
- Pokój w domu Poloniusza
- Dentyści (na żywo z Epsom)
- Wywiad z dżokejem
- Gonitwa królowych Wiktorii

### Odc. 5. Pan Neutron
Zrealizowany 9 listopada 1974 / Premiera TV 28 listopada 1974r
- Ceremonia odsłonięcia skrzynki pocztowej
- Pan Neutron
- F.E.T.O.R. / Pan Neutron nie daje znaku życia
- Teddy Sałatka (Agent CIA)
- Sekretarz Stanu i Premier
- Bombardowanie
- Pani Szmata
- Teddy Sałatka wybucha
- Pan Neutron ucieka
- „Świat magii”

### Odc. 6. Program polityczny Partii Liberałów
Zrealizowany 16 listopada 1974 / Premiera TV 5 grudnia 1974
- Najbardziej parszywa rodzinka w Wielkiej Brytanii
- Sprzedawca miodu
- Doktor, którego pacjent został pchnięty nożem przez jego pielęgniarkę
- Brygadier i biskup
- Apel w imieniu bardzo bogatych
- Człowiek, który kończył zdania innych
- Wędrujące drzewo z Dahomeju (program Davida Attenborough)
- Krykieciarze z Kalahari
- Mecz krykieta
- Wiadomości BBC (Z ostatniej chwili)